# Kamppi Centrum
Het Kamppi Centrum is een winkelcentrum in de Finse hoofdstad Helsinki. Het wordt ook gebruikt als de grootste overdekte busterminal van de stad en is verbonden aan het Kamppi metrostation. De bouw duurde vier jaar en was in oppervlakte het grootste bouwproject in de Finse geschiedenis.